# Hydromel poétique
Dans la mythologie nordique, l’hydromel poétique est une boisson donnant le talent de poète à celui qui en boit. Le mythe de l'hydromel poétique a été rapporté par Snorri Sturluson dans le Skáldskaparmál.

## Le mythe

### Création et meurtre deKvasir
Au terme de la guerre des Vanes, les dieux célébrèrent la trêve qu'ils venaient de conclure en crachant dans une cuve. Pour conserver un symbole de cette trêve, ils créèrent à partir de leur salive un homme nommé Kvasir. Il était si sage que l'on ne pouvait lui poser de question dont il ne connaissait pas la réponse. Il voyagea à travers le monde pour enseigner aux hommes le savoir. Mais il se rendit un jour chez deux nains, Fjallar et Gallar, qui le tuèrent et répartirent son sang dans deux cuves et dans un chaudron nommés Bodn, Són et Ódrerir. Ils mélangèrent son sang à du miel, obtenant un hydromel qui transformait quiconque en buvait en « poète ou savant » (skáld eða frœðamaðr). Les nains expliquèrent aux dieux que Kvasir s'était étouffé dans son intelligence.

### Des nains àSuttung
Fjallar et Gallar invitèrent chez eux un géant, Gilling, et sa femme. Ils emmenèrent Gilling en mer et firent chavirer leur embarcation. Le géant se noya. Rétablissant leur bateau, les nains rentrèrent chez eux et annoncèrent la nouvelle à la femme de Gilling, qui éprouva un grand chagrin. Fjallar proposa de lui montrer l'endroit où son époux s'était noyé mais, lorsqu'elle passa le pas de la porte, Gallar la tua en faisant tomber sur elle une meule de moulin.
Lorsque le fils de Gilling, Suttung, apprit ce qui s'était passé, il se rendit chez les nains et les mena sur un récif que la mer recouvrait à marée haute. Les nains supplièrent Suttung et lui offrirent l'hydromel en compensation pour la mort de son père, ce que Suttung accepta. Revenu chez lui, le géant déposa l'hydromel dans un endroit nommé Hnitbjörg, et en confia la garde à sa fille Gunnlöð.

### Vol de l'hydromel poétique parOdin

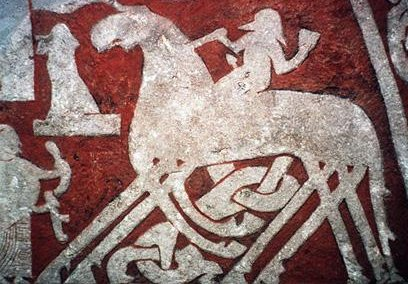
Odin chevauchant Sleipnir.

Odin se rendit auprès de neuf esclaves qui fauchaient du foin, et proposa d'aiguiser leurs faux. Sa pierre à aiguiser était si efficace que tous proposèrent de la lui acheter. Odin la jeta en l'air et, dans la mêlée, tous les esclaves se tranchèrent mutuellement la gorge avec leurs faux.
Il alla ensuite passer la nuit chez le frère de Suttung, Baugi, qui se plaignit que ses affaires allaient mal, puisque ses esclaves s'étaient entre-tués et qu'il ne savait pas comment les remplacer. Odin, qui se présenta à lui sous le nom de Bölverk, lui proposa d'accomplir le travail de neuf hommes en échange d'une gorgée de l'hydromel de Suttung. Baugi accepta, en précisant qu'il ne disposait pas de l'hydromel, mais qu'il tenterait de persuader son frère. Pendant l'été, Bölverk fit le travail convenu et, à l'hiver, demanda son dû à Baugi. Tous deux se rendirent donc chez Suttung, qui refusa de donner la moindre goutte d'hydromel.
Bölverk suggéra alors à Baugi d'avoir recours à un stratagème. Il lui donna le foret Rati et lui demanda de creuser dans la montagne Hnitbjörg. Après que Baugi eut tenté de le tromper, un trou fut effectivement creusé, et Bölverk s'y glissa, ayant pris la forme d'un serpent. Baugi tenta en vain de le frapper avec le foret.
Il arriva auprès de Gunnlöd, avec qui il passa trois nuits. Il put ainsi prendre trois gorgées d'hydromel. Mais chacune vida l'un des récipients qui le contenaient.
Il se métamorphosa ensuite en aigle et s'enfuit. Suttung s'en aperçut et, prenant sa forme d'aigle, le poursuivit. Lorsque les Ases virent arriver Odin, ils sortirent des récipients dans lesquels il recracha sa cargaison. Mais il s'en fallut de si peu que Suttung le rattrape qu'il en laissa échapper un peu par derrière. N'importe qui put avoir accès à cette substance, connue sous le nom de « part du rimailleur » (skáldfífla hlutr au nominatif). Mais l'hydromel poétique a été donné par Odin aux Ases et aux hommes doués pour la poésie.

## Source
- Snorri Sturluson, L'Edda [détail des éditions] :
  - Skáldskaparmál